# Live Bullet
Live Bullet är ett musikalbum av Bob Seger & The Silver Bullet Band som lanserades 1976 på bolaget Capitol Records. Albumet är inspelat live i Detroit och gavs ursprungligen ut som dubbel-LP. Albumet nådde plats 34 på Billboard 200-listan och låg kvar över 150 veckor. Det nådde åter listan 1986 med placeringen 135. År 2003 hade skivan sålt 5x platina i USA.

## Låtlista
(låtar utan angiven upphovsman komponerade av Bob Seger)
1. "Nutbush City Limits" (Tina Turner) 4:37
2. "Travelin' Man" - 4:53
3. "Beautiful Loser" - 4:00
4. "Jody Girl" - 4:28
5. "I've Been Working" (Van Morrison) - 4:35
6. "Turn the Page" - 5:05
7. "U.M.C. (Upper Middle Class)" - 3:17
8. "Bo Diddley" E. McDaniels (Bo Diddley) - 5:40
9. "Ramblin' Gamblin' Man" - 3:01
10. "Heavy Music" - 8:14
11. "Katmandu" - 6:23
12. "Lookin' Back" - 2:36
13. "Get out of Denver" - 5:21
14. "Let It Rock" E. Anderson (Chuck Berry) - 8:30